# Basílica de la Reina de Todos los Santos (Chicago)

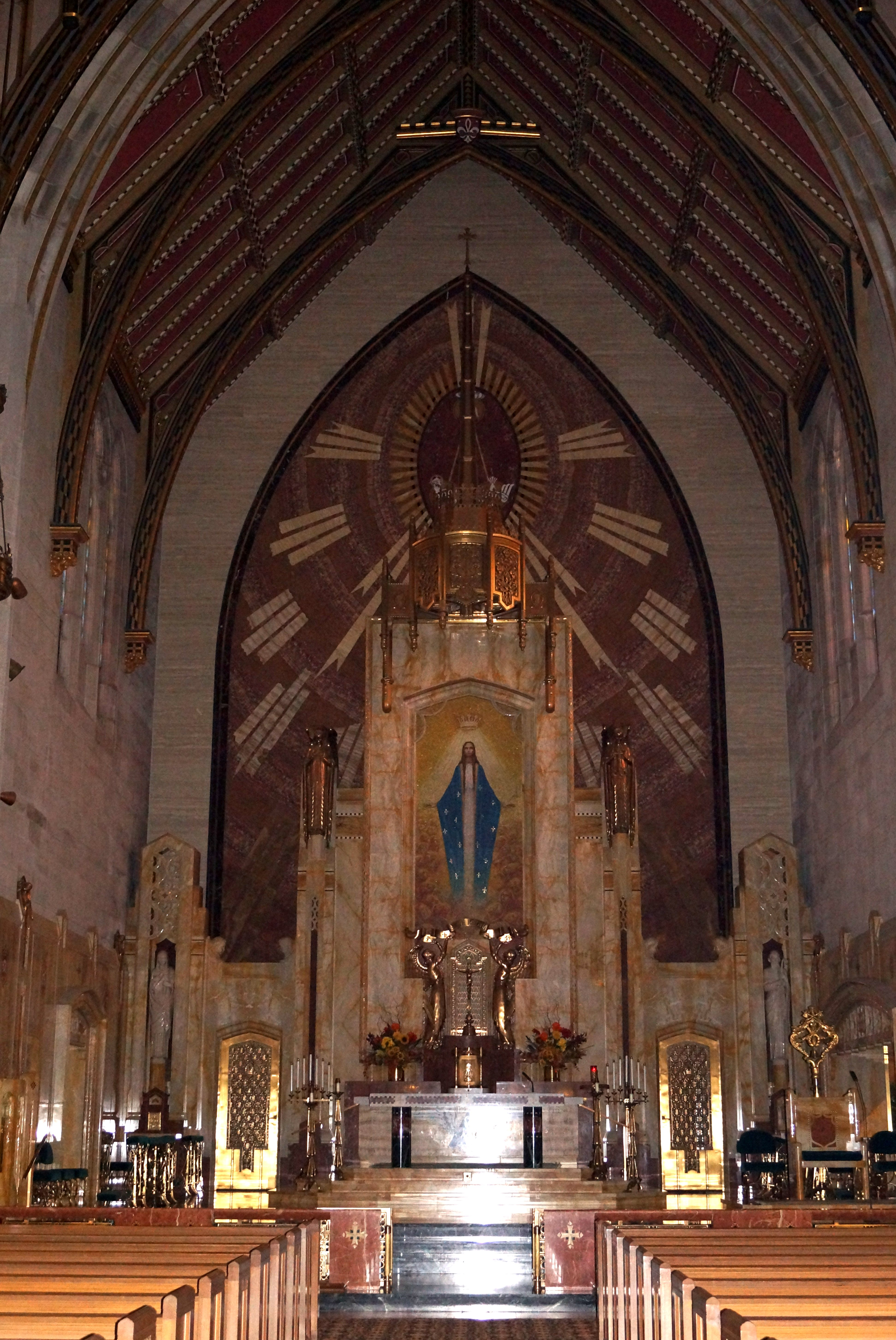
Vista interna

La Basílica de la Reina de Todos los Santos (en inglés: Basilica of Queen of All Saints) Es una iglesia histórica de la Arquidiócesis de Chicago ubicada en 6280 North Sauganash Avenue en el barrio de Sauganash de clase media alta de Chicago en Estados Unidos. Junto con San Jacinto y Nuestra Señora de los Dolores es una de las tres basílicas Menores en el estado de Illinois.
En 1929 el Club de Calvert, una organización fraternal del área católica, promovió establecer una iglesia en el área de Sauganash. La Escuela de la Reina de Todos los Santos fue fundada en 1932 y como la iglesia, fue promovida por fieles en gran parte de ascendencia irlandesa y germánica.
La iglesia, diseñada en estilo neogótico por Meyer y Cook, se completó en 1960. La magnífica iglesia que se asemeja una catedral fue elevada a la dignidad de una basílica por el Papa Juan XXIII el 26 de marzo de 1962.